# Cienków Wyszni
Cienków Wyszni (957 m) lub Cienków Wyżni – mało wybitny szczyt na grzbiecie Cienkowa w Beskidzie Śląskim. Jest to najwyżej położone wzniesienie na tym wyrównanym grzbiecie. Jego południowo-wschodnie, strome stoki tworzą zbocza doliny potoku Głębczański, stoki północno-zachodnie są bardziej łagodne i tworzą zbocza doliny Malinki. Wcina się w nie kilka potoków będących dopływami Malinki, największy z nich to Klupocz.
Cienków Wyszni jest w większości porośnięty lasem, ale na grzbiecie jest duża polana i zabudowania należące do osiedla Wyśni (także Wysznia) w Wiśle.
Nazwa terenowa Cienków jest być może pochodzenia patronimicznego (od nazwy osobowej Cienek?). Notowana była pierwotnie w wersji niemieckiej: …Albert Byrth auf der Tschenkowa (1693), …mit dem Sallasch Tschinkow (1753), …in Sallasch Tinkow genant bis an dem Wald Tschinkow genant (1775) lub …Feld Tinkow (1823). Jako „Cienków” od roku 1879.

## Szlak turystyczny
Grzbietem Cienkowa Wyszniego biegnie droga, którą poprowadzono szlak turystyczny z Wisły (Nowa Osada) na grzbiet Skrzyczne – Barania Góra. Na Cienkowie Wysznim jest wiata dla turystów, ławki i tablice informacyjne.
 Wisła (Nowa Osada) – Cienków Niżni – Cienków Postrzedni – Cieńków Wyszni – Gawlast. Odległość 4,7 km, suma podejść 370 m, czas przejścia 1:40 godz., z powrotem 1 godz.

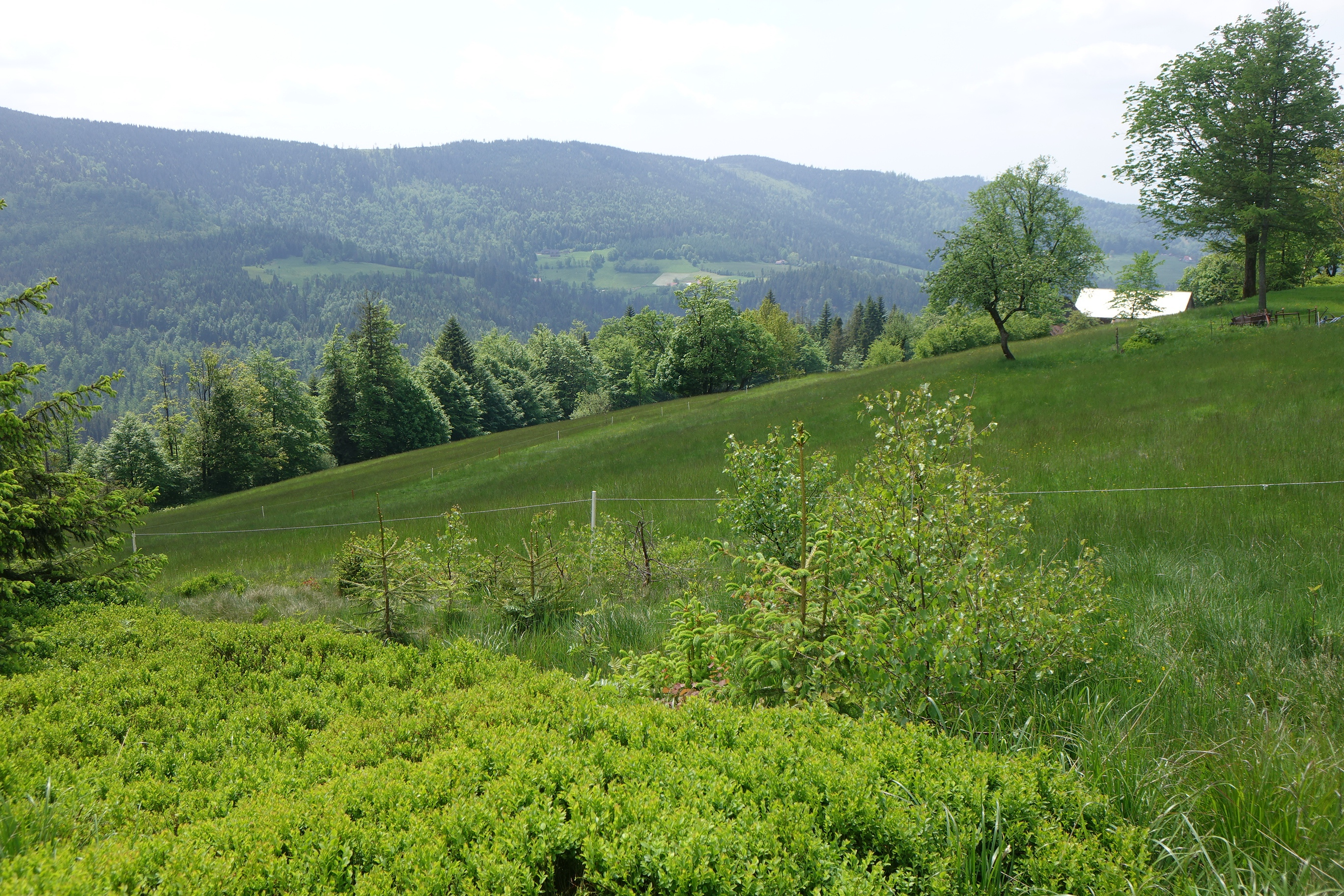
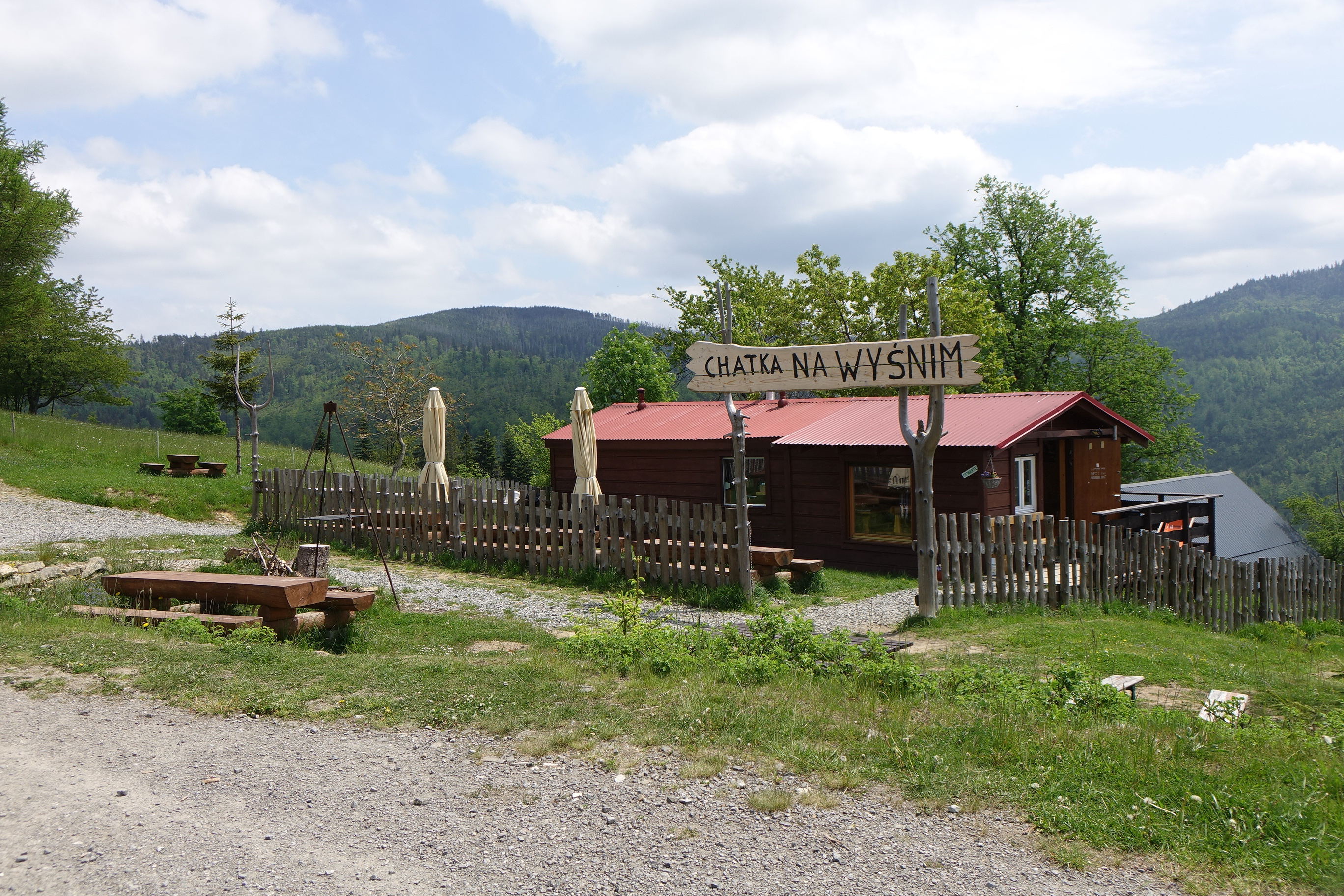
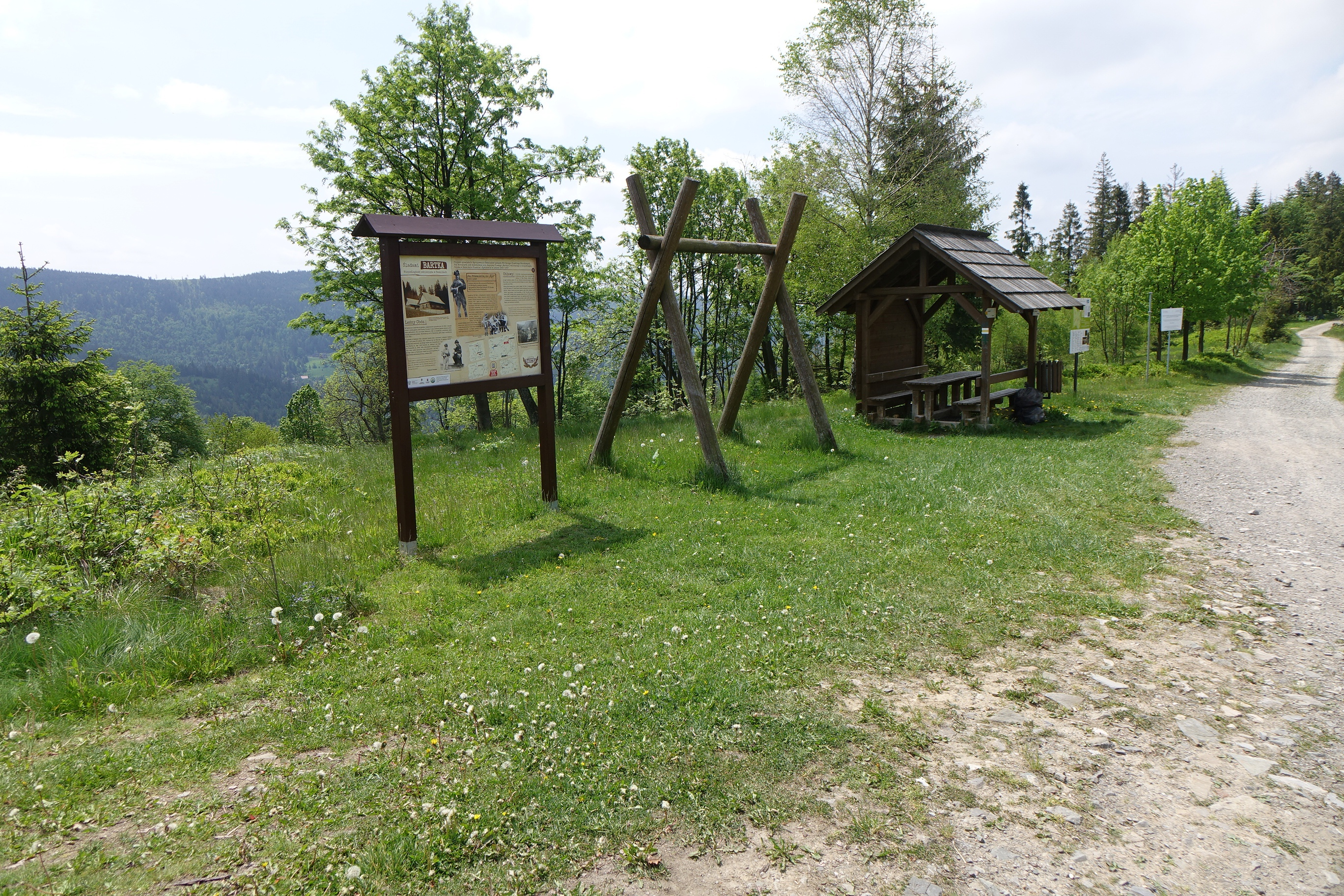